# Sono Sartana, il vostro becchino
Sono Sartana, il vostro becchino è un film del 1969 di genere western all'italiana diretto da Giuliano Carnimeo (accreditato come Anthony Ascott) che dirige per la sua prima volta Gianni Garko nel personaggio di Sartana.

## Trama
Sartana viene accusato dal direttore della banca di aver rapinato 300.000 dollari e di aver ucciso tutti gli impiegati. Ma in realtà è innocente e, con l'aiuto del ladro Buddy Ben, va in città, evita tutti gli agguati che gli vengono tesi, e scopre i veri colpevoli.

## Accoglienza
Il film uscì nelle sale italiane nel novembre 1969 ed incassò 328 milioni di  Lire.